# Onagawa
Onagawa (女川町, Onagawa-chō) é uma cidade japonesa localizada na prefeitura de Miyagi. Em 30 de Abril de 2020, a cidade tinha a população de 6.319 habitantes, com a densidade populacional de 97 pessoas por km² em 3.110 domicílios. A área total da cidade é de 65.35 km²

## Geografia
Onagawa está localizada na costa acidentada de Sanriku, no centro-norte da Prefeitura de Miyagi, com as montanhas Kitakami a oeste e a cidade de Ishinomaki a leste, sul e norte. Grande parte da cidade está dentro dos limites do Parque Nacional Sanriku Fukkō.

## Municípios vizinhos

### Prefeitura de Miyagi
- Ishinomaki

## Clima
Onagawa tem um clima úmido ( classificação climática de Köppen Cfa ) caracterizado por verões amenos e invernos frios com forte nevasca. A temperatura média anual em Onagawa é 11.1 °C. A precipitação média anual é de 1213 mm sendo setembro o mês mais chuvoso. A temperatura média do mês de Agosto, o mês mais quente do ano, é de 23,6. °C, e o menor em janeiro, em torno de -0,1 °C.

## Demografia
De acordo com os dados oficiais do censo japonês, a população de Onagawa diminuiu nos últimos 60 anos.

## História
A área da atual cidade de Onagawa fazia parte da antiga Província de Mutsu, e foi colonizada desde o período Jōmon pelo povo Emishi . Durante uma porção posterior do período Heian, a área era governada pelo Fujiwara do Norte . Durante o período Sengoku, a área foi contestada por vários clãs de samurais antes de ficar sob o controle do clã Date do Domínio de Sendai durante o período Edo, sob o shogunato Tokugawa .
A aldeia de Onagawa foi fundada em 1 de junho de 1889 com o estabelecimento do moderno sistema municipal.
O porto de Onagawa, com sua profundidade e proteção, tem a sua importância tanto de forma comercial quanto militarmente. O porto foi atingido por um ataque aéreo em 9 de agosto de 1945, que afundou vários navios durante os últimos dias da Segunda Guerra Mundial . Um memorial ao piloto da aeronáutica da Frota da Marinha Real Canadense Robert Hampton Gray, que morreu no ataque, foi inaugurado na cidade em 1989.
Onagawa foi elevada à categoria de cidade em 1º de abril de 1956.

### Terremoto e tsunami de 2011
Onagawa foi uma das comunidades mais atingidas e destruídas pelo terremoto e tsunami de Tōhoku de 11 de março de 2011 . A onda do tsunami atingiu por volta de 15 m de altura, destruindo diversas edificações e locais por 1 km de distancia, ceifando 827 vidas e destruindo 70% dos edifícios da cidade. Pelo menos 12 dos 25 locais designados para evacuação da cidade foram inundados pelo tsunami. O hospital da cidade, localizado em uma colina, foi amplamente inundado no primeiro andar, na altura máxima da onda registrada de 18 metros. Seis edifícios de concreto armado na cidade de até 4 andares de altura foram destruídos pela força da água e dos destroços, além da Estação Onagawa e seus trilhos de trem nas proximidades que também foram destruídos.

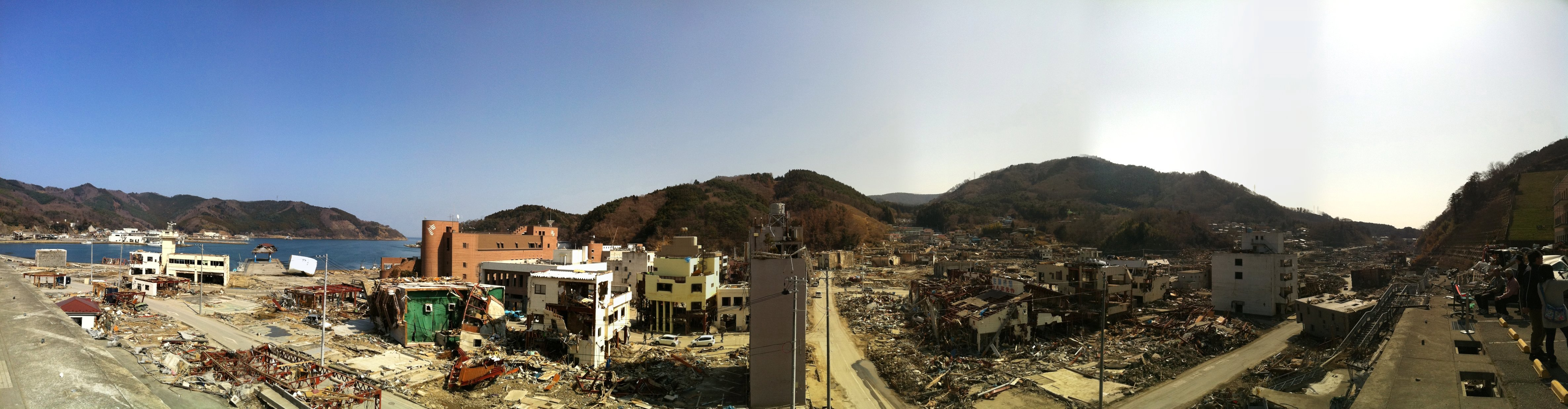
Vista de Onagawa um mês após o tsunami. (10 de abril de 2011)

Mitsuru Sato, diretor administrativo da Sato Suisan, uma empresa de processamento de pescado na cidade, sacrificou sua vida garantindo que todos os trabalhadores da empresa, incluindo 20 estagiárias chinesas residentes, tivessem sido evacuadas com segurança para um terreno mais alto .

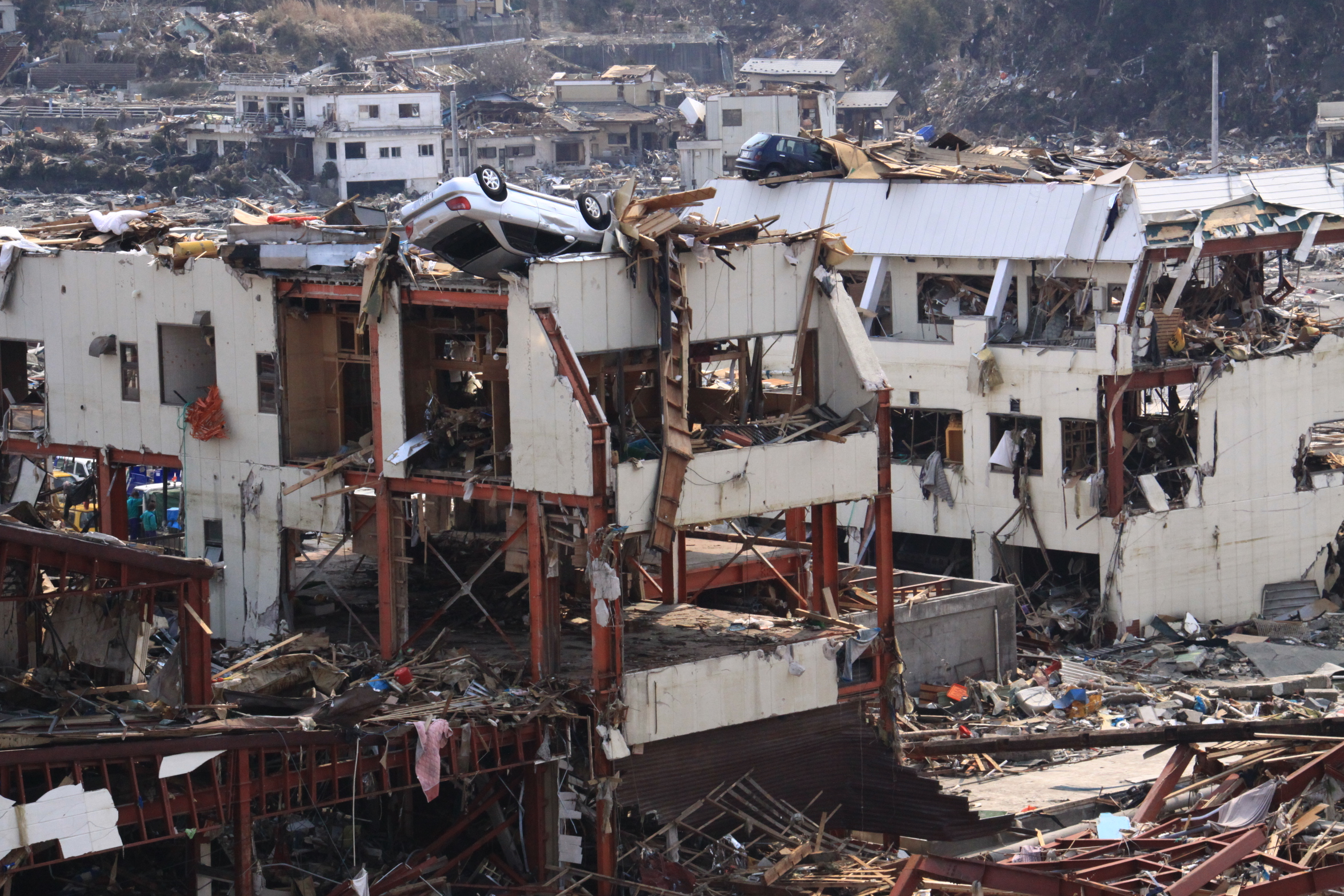
Onagawa após o tsunami

Enquanto a Usina Nuclear de Fukushima Daiichi sofreu com um resfriamento insuficiente após a passagem do tsunami que causou três derretimentos nucleares e a liberação de material radioativo, a instalação da Usina Nuclear de Onagawa, que estava muito mais próxima do epicentro do terremoto, sobreviveu a tragédia sem sofrer qualquer tipo de dano significativo e serviu de refúgio de emergência para a comunidade local.
A cidade já havia sido atingida por um tsunami causado pelo terremoto Valdivia em 1960, embora este tenha sido comparativamente menos impactante do que os tsunamis registrados após os terremotos Sanriku de 1896 e 1933 .
Os sismologistas observam que as baías e enseadas profundas da costa da ria próximas têm o potencial de amplificar a capacidade de destruição das ondas do tsunami. Estruturas de mitigação e bloqueios contra as ondas de tsunamis, sistemas de alerta e o treinamento de evacuação são algumas das ações praticadas na cidade há muito tempo.

### Reconstrução pós-tsunami

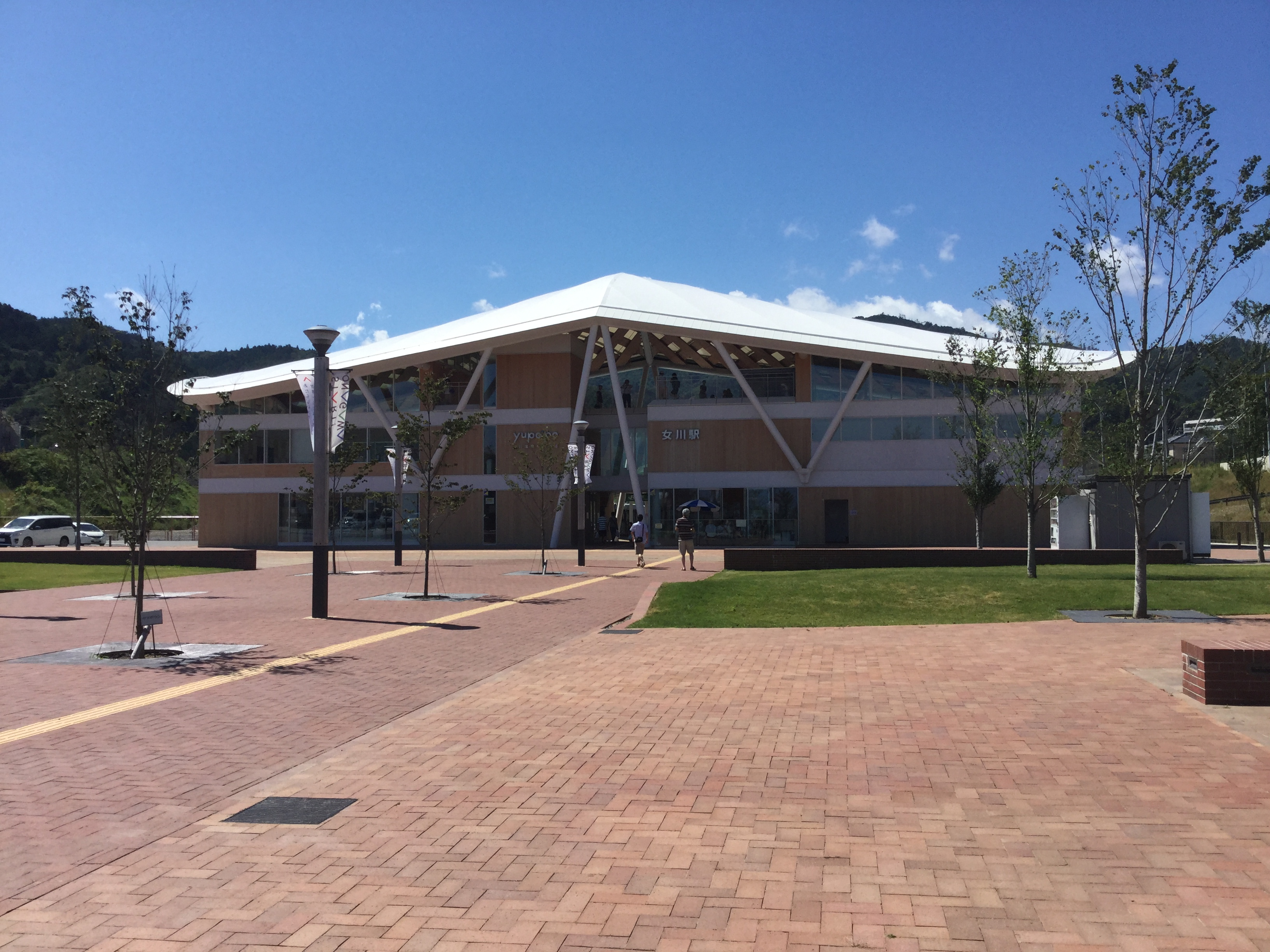
Estação Onagawa

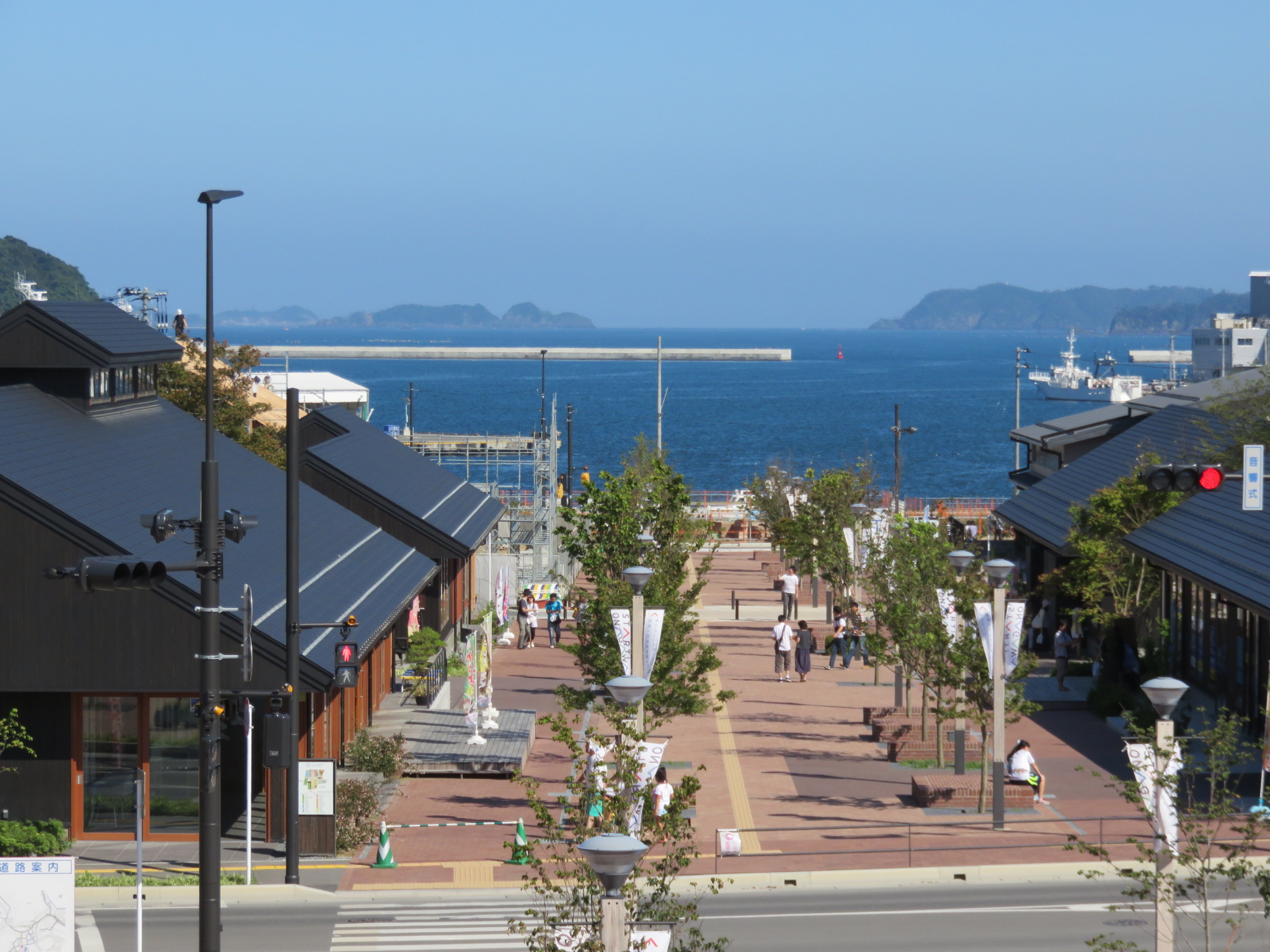
Onagawa Seapal Pia

Os esforços de reconstrução da comunidade local, realizados em parceira com líderes empresariais do setor privado de Onagawa, foram maiores do que em outras cidades maiores afetadas pelo terremoto e tsunami Tōhoku de 2011. Poucos dias após o desastre, máquinas de construção de empresas privadas foram usadas para limpar as estradas, um mercado atacadista de peixes foi reconstruído e inaugurado em 1º de abril e um conselho consultivo de reconstrução foi formado logo em seguida. Após o tsunami, os residentes locais estabeleceram com sucesso mercearias de pequena escala e estabelecimentos de varejo de alimentos em uma série de estruturas de mercado temporárias.
Em 21 de março de 2015, a Estação Onagawa foi reconstruída e reaberta, marcando a restauração de toda a Linha Ishinomaki. O novo edifício da estação apresenta um centro comunitário integrado e instalações de banheiros públicos nos andares superiores.
Atendendo às necessidades da comunidade local e atraindo visitantes de fora da cidade, um calçadão de compras para pedestres chamado Seapal Pia foi inaugurado em dezembro de 2015.
Cinco anos após o tsunami, muitos residentes de Onagawa continuam morando em acomodações temporárias de curto prazo. Após a realização de um extenso paisagismo, novos conjuntos residenciais estão sendo realocados em áreas mais elevadas nas encostas mais próximas e as sobras do solo estão sendo usados para elevar seções industriais e comerciais mais próximas da água em uma média de 4,5 m  acima do nível do mar.
A reconstrução foi apoiada por fundos do governo central e por uma série de indivíduos e fundações, incluindo:
- O Fundo da Amizade do Qatar, que forneceu US $ 24 milhões para o projeto e construção de uma nova unidade de processamento e armazenamento refrigerado de pescado.[14]
- O vencedor do Prêmio Pritzker de Arquitetura, Shigeru Ban, e a Rede de Arquitetos Voluntários, forneceram projetos para abrigos temporários na cidade e também para o prédio reconstruído da Estação Onagawa .[12]

## Governo

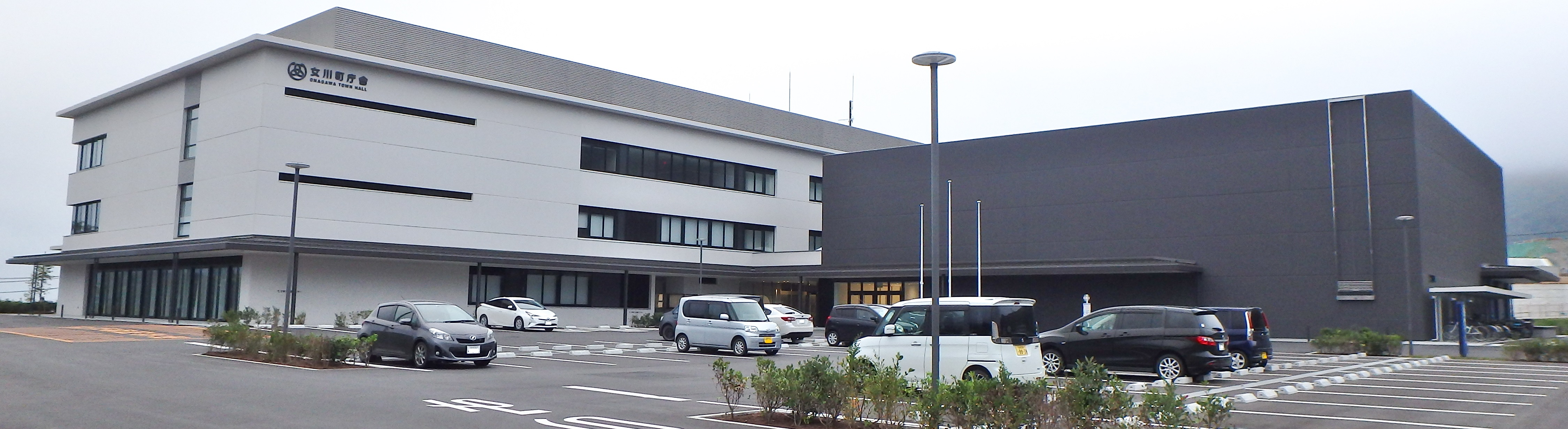
Prefeitura de Onagawa

Onagawa tem uma forma de governo de conselho municipal com um prefeito eleito diretamente e um conselho municipal unicameral de 12 membros. Onagawa, junto com a cidade de Ishinomaki, contribui com cinco assentos para a legislatura da Prefeitura de Miyagi. Em termos de política nacional, a cidade faz parte do 5º distrito de Miyagi da Câmara Baixa da Dieta Japonesa .

## Economia
A economia de Onagawa é amplamente baseada na pesca comercial . A cidade atua como um centro de processamento e distribuição de uma variedade de frutos do mar, mas é especialmente conhecida pelo salmão prateado, saury-pacífico e cultivo de ostras . A Usina Nuclear de Onagawa, que já foi uma importante fonte de renda para a cidade, está desligada desde o terremoto de 2011.

## Educação
Onagawa tem uma escola primária pública e uma escola secundária pública administrada pelo governo municipal. A cidade não tem escola secundária. A antiga escola secundária (Miyagi Prefecture Onagawa High School) foi fechada em 2014, pois tinha apenas 47 alunos.

## Transporte

### Ferrovias

#### JR East
- ■Ishinomaki Line 
  - Urashuku - Onagawa

### Rodovias
- Rota Nacional 398

### Porto
- Porto Kinkasan

## Atrações turísticas
A cidade se orgulha do fato de ainda ter praias de "areia cantora", que se tornaram raras no Japão devido às mudanças ambientais induzidas pelo homem.

## Pessoas notáveis de Onagawa
- Masatoshi Nakamura, ator